# Ирменгарда Итальянская
Ирменгарда Итальянская (Эрменгарда; 852/855 — 896) — королева Нижней Бургундии, дочь короля Италии Людовика II.

## Биография
Ирменгарда родилась в 852 году в семье короля Италии Людовика II и его супруги Ангельберги. В 855 году император Лотарь I умер, и её отец стал императором Запада.
В 876 году она вышла замуж за Бозона Вьеннского, который был связан с династией Каролингов и в 879 году стал королём Нижней Бургундии и Прованса.
В мае 878 года она и её муж дали приют папе Иоанну VIII, который спасался от сарацин в Арле. После государственного переворота Бозона в октябре 879 года она помогала защитить его города от своих родственников-Каролингов. В 880 году она отразила атаку на Вьенну объединённых сил Карла Толстого и правящих королей Франции, Людовика III и Карломана II. В августе 881 года недавно коронованный император Карл Толстый разграбил и сжёг Вьенну, вынудив Ирменгарду и её детей укрыться в Отёне вместе со своим зятем Ричардом, герцогом Бургундским. Тем временем Бозон скрылся в Провансе.
После смерти Бозона в январе 887 года прованские бароны избрали Ирменгарду своим регентом при поддержке Ричарда. В мае Ирменгарда вместе со своим сыном Людовиком отправилась ко двору Карла Толстого, где юного Людовика провозгласили королём. Карл принял Людовика как своего собственного сына и взял его вместе с матерью под защиту. В мае 889 года она отправилась к преемнику Карла, Арнульфу, чтобы заново принести клятву верности.
Ирменгарда умерла в 896 году в Вьенне, являвшейся тогда частью Франкской империи. Она была похоронена в соборе Сен-Мориса. Её муж был похоронен в том же соборе в 887 году.

## Семья
- Вилла (ок. декабря 873 — после 14 июня 929). Некоторые историки считают Виллу дочерью не Ирменгарды, а неизвестной по имени первой жены Бозона, дочери графа Камерино Беренгара[6].

∞ муж: ок. 888 года Рудольф I (ок. 870 — 25 октября 912), герцог Трансюранской Бургундии в 876—888 годах, король Верхней Бургундии в 888—912 годах, граф Осера в 881—888 годах
- Ангельберга (ок. 877—917)

∞ 1-й муж: Карломан II (866 — 6 декабря 884), король Франции с 879 года
∞ 2-й муж: Гильом I Благочестивый (ок. 875 — 28 июня 918), граф Оверни с 886 года, граф Макона, герцог Аквитании с 893 года
- Ирменгарда (ок. 880—935)

∞ муж: Манасия I Старый де Вержи (ок. 860—918), граф Атье, Оксуа, Авалуа, Бона, Шалона, Десмуа, Ошере с 887 года, сеньор де Вержи с 893 года, граф Лангра с 894 года
- Людовик III Слепой (ок. 880 — 28 июня 928), король Нижней Бургундии в 887—928 годах, король Италии в 899—905 годах, император Запада в 900—905 годах